# Premio Ortega y Gasset
Il premio Ortega y Gasset è un premio assegnato annualmente dal quotidiano spagnolo El País a coloro che si distinguono nel campo del giornalismo e della comunicazione di lingua spagnola. Il premio è intitolato alla memoria di José Ortega y Gasset, filosofo e editorialista spagnolo.
La giuria è composta da personalità rilevanti del settore della comunicazione, dell'economia, del sociale e della cultura. I vincitori vengono scelti fra coloro che si impegnano per la difesa della libertà, dell'indipendenza e del rigore, così come della curiosità e della passione, come valori fondanti del giornalismo.